# José de la Peña Aguayo
José de la Penya Aguayo (Cabra, 16 de desembre de 1801 – Madrid, 3 de novembre de 1853) va ser un advocat, militar, escriptor espanyol, ministre d'Hisenda en 1846 i senador vitalici en 1847. És conegut especialment per haver estat defensor de l'heroïna granadina Mariana Pineda.

## Biografia
Va estudiar Filosofia al Col·legi de la Puríssima Concepció de Cabra. D'allí va passar a la Universitat de Granada, on va cursar estudis de Jurisprudència, obtenint el títol d'advocat el gener de 1824. Va conèixer personalment a Mariana Pineda, probablement perquè la seva mare, María de los Dolores Muñoz i Bueno, era de Lucena i una de les seves obres més famoses obres va ser, precisament, una biografia de Mariana Pineda, escrita en 1836. Amb ella va tenir una filla, Luisa de la Peña y Pineda, nascuda en 1829 i morta en 1854, que va acollir després de la mort de Mariana, va reconèixer mitjançant escriptura pública en 1846 i va nomenar única hereva en el seu testament atorgat en 1853.
Va ser com a advocat a Cabra fins a 1823 i com a professor d'Economia Política en el Col·legi de la Puríssima Concepció de Cabra. A la mort de Ferran VII d'Espanya és nomenat oficial major de la secretaria de govern del comte d'Ofalia, així com intendent de Palau. L'agost de 1836 deixà els seus càrrecs i tornà a exercir d'advocat. Fou elegit diputat per la província de Màlaga en 1837, 1840, 1844 i per la de Còrdova en 1846, corts que van revisar l'Estatut Reial de 1834. Reconegut jurisconsult, va ser ministre d'Hisenda en el primer govern de Manuel Pando Fernández de Pinedo (febrer-març de 1846). Després fou condecorat amb la Creu i Placa de l'Orde de Carles III i nomenat senador vitalici.

## Obres
- Discurso histórico-legal sobre la sucesión de la corona.
- El juicio de los jurados para conocer de la causa contra los canónigos de la Santa iglesia primada de Toledo.
- Vida de Dª Mariana Pineda.
- Tratado de la hacienda de España.
- Defensa del Príncipe de la Paz.